# Nous ne sommes pas des saints
Nous ne sommes pas des saints est une série télévisée française en trois épisodes de 26 minutes créée par Nicolas Ragni et diffusée à partir du 9 avril 2009 sur Comedie!.

## Synopsis
Cette série raconte la vie humoristique et mouvementée du paradis : Dieu est débordé. Il a créé un monde mais surtout un paradis qui le dépasse. « Vous vous demandiez pourquoi Dieu ne descendait pas résoudre les problèmes ici-bas ?... parce que là-haut, c'est pire ! ».

## Distribution
- José Paul : Dieu
- Dédo : Jésus
- Élodie Frenck : Marie Madeleine
- Shirley Bousquet : Ève
- Sébastien Castro : Saint Pierre
- Charles Van Tieghem : Adam
- Grégoire Bonnet : Sainte Geneviève
- Loup-Denis Elion : l'ange Gabriel
- Nicolas Ragni : Michel-Ange
- Thomas Fabry : Judas
- François Toumarkine : Saint Vincent
- Jean-Paul Farré : Freud

### Invités
- Bruno Salomone : Nico Ferrari (épisode 2)
- Arnaud Gidoin : Saint Glinglin (épisode 3)

## Personnages
Dieu, Gabriel, Jésus, Marie-Madeleine, saint Pierre, Adam, Ève, saint Vincent, Sigmund Freud, maître Trong, Michel-Ange, Judas, Moïse, Satan...

## Épisodes
1. J'ai la mémoire qui flanche
2. Les clés du Paradis
3. Le jambon de la discorde

## Commentaires
Le créateur et auteur s'est inspiré de son court métrage éponyme pour créer l'histoire et les personnages de la série qui allait devenir la première série paradisiaque.
Nous ne sommes pas des Saints nous montre le paradis, vu des coulisses. La série présente les mésaventures loufoques de Dieu, saint Pierre, Gabriel, Moïse, Adam, Ève, Jésus, saint Martin, Marie-Madeleine, Judas... Elle présente également leurs antagonistes tels que Satan et les résidents de l'enfer.
La série étudie le quotidien de ces personnages mythiques et les évolutions de leurs relations, qu'elles soient professionnelles ou affectives. Elle joue constamment avec les références, l'inconscient collectif et rend ses personnages humains et attachants. Le paradis, tel qu'il y est dévoilé, participe réellement à la singularité de la série. Des personnages secondaires, comme l'artiste peintre Michel-Ange, Léonard de Vinci, Freud, etc., sont des figures essentielles de la vie quotidienne au paradis.

### Genèse
Nicolas Ragni adapta un court-métrage qu'il avait écrit et réalisé en 2001 et donna ainsi naissance à la série Nous ne sommes pas des saints. Le court-métrage, du même nom, racontait déjà les aventures de Dieu et Gabriel. Ce dernier tentait de convaincre Dieu de descendre sur Terre afin de rendre le monde meilleur... et il y parvenait !

## Accueil de la série
Nicolas Ragni, son auteur, a plusieurs fois émis dans la presse le regret de l'adaptation de sa série en format plus long (26 minutes), à l'origine destinée à un format shortcom de 3 min 30 s comparable à des séries comme Kaamelott ou Caméra Café. Selon lui, "Nous ne sommes pas des saints pourrait un jour renaître de ses cendres en formats courts. C'était comme ça qu'elle avait été imaginée".

## Extraits de presse
- « Les désopilantes coulisses du Paradis » (Le Parisien)
- « Après un succès retentissant sur Internet, cette série inédite, divinement drôle, est promise à un bel avenir » (Télé-loisirs)
- « Shirley Bousquet, en tenue d'Ève, elle est diablement... sexy ! » (Pure People)
- « Amen » (L'Express)
- « Drôle et décalé » (Europe 1)
- « Hilarant ! » (Nostalgie)
- « Pourquoi Dieu ne descend pas résoudre les problèmes ici-bas ? Parce que là-haut, c'est pire ! Voilà le pitch déjanté de cette série qui a d'abord créé le buzz sur Internet et méritait bien une adaptation télé... Pour tout savoir de ce qui se frame au paradis ! »

« Une série originale et drolatique. On se régale avec les personnages déjantés de ce Paradis pas très catholique ! » (Télé Câble Sat Hebdo)
- « Une bonne tranche de rigolade avec Dieu et ses apôtres » (Télé 7 jours)
- « Délicieusement incorrecte » (Télé Loisirs)